# Parti démocrate-progressiste (Malawi)
Le Parti démocrate-progressiste (en anglais Democratic Progressive Party, DPP) est un parti politique du Malawi. Le parti a été créé en février 2005 par le président du Malawi, Bingu wa Mutharika, après une scission avec le Front uni démocratique (FDU).
Il y avait des allégations selon lesquelles des membres de l'administration de l'ex-Front démocratique uni (UDF) n'ont pas combattu adéquatement la corruption. On ne sait pas si le style du parti sera idéologique ou personnel. Comme l'UDF était un membre de l'Internationale libérale, il est probable que le DPP suive une position libérale.

## Histoire
Le parti DPP est une émanation du Front uni démocratique. L'UDF a été créé par Bingu wa Mutharika et Bakili Muluzi et arriva au pouvoir en 1994 avec Muluzi. Après la fin deux mandats de Muluzi, wa Mutharika lui a succédé comme chef du parti et du pays. Cependant Muluzi a continué à intervenir dans les décisions du parti ; aussi, wa Mutharika a fondé son propre parti, le Parti démocrate-progressiste durant cette période. Beaucoup de membres du FDU ont fait défection et ont rejoint le nouveau parti PDP. Le parti et wa Mutharika ont remporté les élections en 2009, et il a continué à diriger le pays.

## Politique interne
En octobre 2008, le conseil  national d'administration du DPP a choisi à l'unanimité Mutharika comme candidat du parti pour l'élection présidentielle de mai 2009. 

### Montée du PP
Bingu wa Mutharika a contrôlé de plus en plus le parti. Il a commencé par imposer son frère Peter Mutharika comme son successeur. Cela a mené à la mise à l'écart sa vice-présidente Joyce Banda en raison de son refus d'accepter ce changement de successeur. Mutharika l'a alors expulsée du parti, un acte qui était prétendument inconstitutionnel car il ne passe pas par un processus de mise en accusation formelle. Par conséquent, les tribunaux ont jugé qu'elle était encore la vice-présidente du pays, même si elle n'était plus la vice-présidente du parti. Par la suite Joyce Banda a formé le Parti populaire. Lorsque wa Mutharika est décédé en avril 2012, Banda était encore vice-présidente du pays et est devenue la présidente du la pays avec un cabinet principalement composé de membres du DPP.

### août 2011: le politburo du DPP
Le 1er août 2011, Bingu wa Mutharika prit la direction du DPP. Bintony Kutsaira, qui était secrétaire général du parti, a été transféré au Bureau du Président et du Conseil des ministres et remplacé par Wakuda Kamanga. Ancien ministre des Finances, Goodall Gondwe a été nommé premier vice-président, en remplacement de Joyce Banda qui a été éjectée parti en décembre 2010 pour "activités anti-parti". Après la mort du président Bingu wa Mutharika, qui était également le chef du parti, le Conseil national d'administration du parti a choisi Peter Mutharika comme le nouveau président du parti le 6 avril 2012. Le nouveau bureau politique DPP se présente alors comme suit :
| Office                                | 1er                   | 2e              | 3e              |
| ------------------------------------- | --------------------- | --------------- | --------------- |
| Président                             | Peter Mutharika       |                 |                 |
| Vice-Président                        | Goodall Edward Gondwe | Yunus Mussa     | Jean Kalirani   |
| Secrétaire général                    | Dr Jean Kalirani      |                 |                 |
| Secrétaire général adjoint            | Isaac Nyakamera       | Etta Banda      | Ralph Jooma     |
| Trésorier général                     | Sidik Mia             | Bessie Chirambo | Leckford Thotho |
| Secrétaire national de l'organisation | Francis Mphepo        | Catherine Hara  | John Zingale    |
| Directeur national de campagne        | Ken Zikhale Ng'oma    | Rashy Gaffar    | Alice Lungu     |

Gouverneurs régionaux: 
- Nord: Ancient Nkhata
- Centre: Kalanzi Mbewe
- Est: Yusuf Yusweja
- Sud: Noel Masangwi

## Présidents du PDP
- Peter Mutharika 2012–présent
- Bingu wa Mutharika 2007–2012

## Membres du PDP
- Etta Banda
- Goodall Gondwe
- Catherine Hara
- Patricia Kaliati
- Yunus Mussa
- Kenneth Lipenga
- Peter Mukhito
- Bingu wa Mutharika
- Saulos Chilima
- Aaron Sangala
- Joana Ntaja